# Sperrylite
La sperrylite est un minéral de la classe des sulfures, qui appartient au groupe de la pyrite. Il a été découvert en 1889 près de Grand Sudbury, dans la province de l'Ontario (Canada), et a été nommé en l'honneur de Francis L. Sperry, chimiste nord-américain,.

## Caractéristiques chimiques
C'est un arséniure simple de platine. Les minéraux du groupe de la pyrite dans laquelle elle classée sont tous des sulfures ou similaires d'un métal qui cristallisent dans le système cubique. Les cristaux peuvent montrer une inter-croissance avec un alliage platine-fer.
En plus des éléments de sa formule, elle peut contenir les impuretés suivantes : iridium, rhodium, fer, cuivre et antimoine.

## Formation et gisements
Dans les gisements de platine, dans les roches magmatiques et les roches pegmatites basiques et en dépôts alluviaux. Elle est de tous les minéraux de platine celui qui présente la distribution la plus large à travers le monde.
Elle est généralement associée à d'autres minéraux tels que : pyrrhotite, pentlandite, chalcopyrite, violarite, cubanite, bornite, sphalérite, galène, linnaéite, magnétite, testibiopalladite, sudburyite, oméiite, or natif, amalgame de plomb, chromite, ilménite, gersdorffite, pyrite, millérite, stibine, niggliite, or argentique, platine, merenskyite, kotulskite, coopérite ou laurite.

## Utilisation
Elle est extraite dans les mines comme un important minerai de platine .